# Bernard Maitte
Bernard Maitte est un physicien et historien des sciences français, né en 1942 à Saint-Quentin. Universitaire et écrivain, il dirige la rédaction de la revue LEA L'Esprit d'Archimède depuis son lancement en janvier 2019.
Cristallographe de formation, il est professeur émérite de l'Université de Lille spécialiste en histoire et épistémologie de la physique. S'attachant à faire connaître la pensée scientifique, à mettre en débats citoyens ses applications et implications, il compte parmi les précurseurs ayant permis d'initier la politique de développement des centres de culture scientifique, technique et industrielle en France,,.
Conjointement à son travail de chercheur scientifique, Bernard Maitte manifeste un engagement soutenu en faveur de la popularisation de la science, notamment au travers d'entretiens radiophoniques, de contributions périodiques ou ponctuelles dans diverses publications, en tant que conférencier ou comme conseiller scientifique.

## Biographie
Ancien élève du lycée Henri Martin de Saint-Quentin et de la Faculté des sciences de Lille, Bernard Maitte a successivement été assistant et maître-assistant à la Faculté des sciences de Lille puis maître de conférences et professeur de classe exceptionnelle à l'Université de Lille I,,.
Dans ses recherches, Bernard Maitte étudie sur des thèmes particuliers - les théories de la lumière, les couleurs, les cristaux, les représentations du cosmos - l'évolution de la pensée en physique. Il la met en relation avec les contextes scientifiques, techniques, philosophiques, culturels, artistiques voire théologiques qui la nourrit et qu'elle contribue à modifier. Il peut ainsi montrer que l'évolution de la science s'est toujours faite à la fois avec des continuités et des ruptures, que la rationalité scientifique, qui porte en elle sa propre capacité de contestation, est une œuvre collective en perpétuel mouvement.
Cette orientation épistémologique est à mettre en relation avec ses engagements pour refuser tout argument d'autorité et mettre en débats l'ordre établi. C'est ainsi qu'il milita avec l'UNEF contre la guerre d'Algérie, avec le SNESup en mai 1968, avec le Secours rouge et le MLAC dans l'après 1968,.
C'est dans cette continuité qu'avec un groupe de militants, il fonde en 1982 l'Association Lilloise d'Information et d'animation Scientifique et culturelle (ALIAS),, qui veut contribuer à faire entrer la science dans la culture et la culture dans la science, étendre les débats citoyens aux implications des questions scientifiques dans la société,,. Détaché, de 1984 à 1997, au ministère de l'Éducation nationale, puis au ministère de la Recherche, il dirige alors les préfigurations du Centre de culture scientifique, technique et industrielle (CCSTI) du Nord-Pas-de-Calais, connu sous le nom de Forum des sciences qu'il fonde en 1996 et dirige jusqu'en 1997,,,.
Revenu à l'Université de Lille I, il prend la direction du Centre d'histoire des sciences et d'épistémologie (CHSE) de l'Université de Lille I de 2000 à 2012, ainsi que des masters Histoire et philosophie des sciences (Lille I – Lille III) et Journalistes et scientifiques (ESJ – Lille I),. Il préside la 72e section du Conseil national des universités de 2010 à 2011, puis devient professeur émérite de l'Université de Lille I en septembre 2011.

## Principaux livres
Bernard Maitte est l'auteur de manuels sur l'optique cristalline, la radiocristallographie, la cristallographie géométrique, les diagrammes de phase ainsi que sur la détermination des minéraux. Parmi ses nombreuses publications, les ouvrages suivants sont les principaux :
- La lumière (1981, rééd. 1986, 1990, 2002) : au travers de la construction des théories de la lumière, des controverses auxquelles elles ont conduit, une initiation à la démarche scientifique, mise en relation avec les cultures au sein desquelles elle prend sens[4],[23],[24].
- Cosmos, une histoire des représentations de l'univers (1988, réed. 1989, 1994) : des mythes à Pythagore, des philosophies grecques à la science moderne, les étapes, mises en contexte, de la construction des représentations du cosmos[25],[26].

- Histoire de l'arc-en-ciel (2005) : au travers de l'évolution de l'explication d'un objet physique, l'arc-en-ciel, une histoire des couleurs et des évolutions de la démarche scientifique d'Aristote au XXe siècle[27],[28]. La rédaction de la version italienne d'Histoire de l'arc-en-ciel a été codirigée par Maria L'Erario et Silvio Ferraresi puis publiée sous le titre Storia dell'arcobaleno, en 2006[29],[30].

- Histoire des cristaux (2014) : la lente édification de la représentation des cristaux, de leur structure et de la construction des groupes de symétries[31],[32].
- Une histoire de la lumière de Platon au photon (2015) : nouvelle édition de La lumière, réorganisée et augmentée de plus de cinquante pages[33],[34].

- Une histoire des images du monde (2020) : en collaboration avec Robert Locqueneux dans une rétrospective de l'évolution des idées allant d'Hésiode à Stephen Hawking, les auteurs retracent une histoire sur les origines possibles du monde, sa finitude et sa structure[35].

## Actions culturelles scientifiques
Bernard Maitte fait partie des initiateurs de la politique de création des centres de culture scientifique, technique et industrielle en France,,,. Il est notamment le concepteur de nouveaux outils itinérants, les Valises-exploration, qui, sur un thème déterminé, croisent les problématiques scientifiques, artistiques, littéraires… Parmi les thèmes, objets de ces nouveaux outils, on trouve : la symétrie, l'énergie, les images et représentations.
Entre autres contributions, il participe à la mise au point d'expositions, à la réalisation de salles d'actualités, à des actions sur le livre, ainsi qu'à des initiatives en direction de la jeunesse. Il édite aussi des journaux, catalogues et guides relatifs à la diffusion de la démarche scientifique. Ces productions expérimentales conduisent à l'ouverture du Forum des sciences et circulent en France et à l'étranger,,.
Premier Vice-Président, de 1986 à 2002, de l'Association des musées et centres pour le développement de la culture scientifique, technique et industrielle (AMCSTI), Bernard Maitte en fut également responsable des publications. En 2002, il fonda le prix Diderot de la culture scientifique que l'AMCSTI décerne annuellement.
Il est l'auteur de trois rapports officiels sur la culture scientifique, technique et industrielle :
- au président du Conseil régional du Nord-Pas-de-Calais : Sciences, techniques et culture dans le Nord – Pas de Calais, pour le développement d'un réseau régional, en 1984[5],[42] ;
- au ministre de la culture : Les Centres de culture scientifique, technique et industrielle en 1985[43],[44] ;
- aux ministres de l'éducation nationale, de la culture, de la recherche, de l'industrie : Créer et diffuser la culture scientifique aujourd'hui (États généraux de la CSTI) en 1989[45].

Il fut coorganisateur des Rencontres Michel Crozon, destinées à recueillir la mémoire des acteurs du domaine de la culture scientifique. Il a été l'initiateur de la bibliothèque numérique d'histoire et d'épistémologie des sciences IRIS.
Membre du comité de rédaction de la revue Les nouvelles d'Archimède de 1992 à 2018, Bernard Maitte agit actuellement dans les champs culturels scientifiques en tant que :
- directeur de la rédaction de la revue LEA L'Esprit d'Archimède et secrétaire de l'association éponyme (ALEA)[3],[8] ;
- membre de la Société géologique du Nord, en tant qu'ancien ancien vice-président[8],[47] ;
- cofondateur et membre du conseil d'administration de l'association Sciences en livres (ASEL), éditrice de catalogues critiques annuels de livres de vulgarisation scientifique[8], organisatrice d'un festival et d'un salon annuels du livre de sciences ;
- membre du comité d'orientation du conseil scientifique de la Maison pour la science au service des professeurs en Nord-Pas de Calais, dont il fut président de 2014 à 2020[8].

## Prix et distinctions
Reconnu pour ses travaux novateurs en matière de vulgarisation scientifique, Bernard Maitte a notamment été récompensé par le jury du prix Jean Rostand pour son livre La lumière en 1982, année au cours de laquelle il reçoit, avec Maurice Guillon et Christine Imbenotte, le prix du Festival international du film scientifique de Toulouse pour le film Anisotropie optique des milieux cristallins. Lauréat du prix Jean Perrin pour sa popularisation de la physique en 1992, il devient corécipiendaire du prix du Congrès international d'imagerie médicale de Genève pour le vidéogramme Visions Intérieures, avec le CRAAV Nord-Pas-de-Calais et Jean Rousseau, la même année. En 2005, il partage le prix Arnulf-Françon de la Société française d'optique pour le cédérom Histoire des idées sur la lumière de Christian Bracco, en tant que conseiller scientifique,.
En 1986, il est promu au grade de chevalier de l'ordre des Arts et des Lettres. Il est ensuite fait chevalier de l'ordre national du Mérite, en 1989.